# All Elite Wrestling
All Elite Wrestling (AEW) je americká wrestlingová společnost založená v 1. ledna roku 2019. Jedná se o 2. největší wrestlingovou společnost světa a je hlavním konkurentem dlouhodobě největší WWE.
Ve společnosti hrají velikou roli již známé (Jon Moxley, MJF, Chris Jericho, Kenny Omega, Adam Cole atd.), ale i mladší a méně známé osobnosti, třeba i ze zákulisí (Darby Allin, Sammy Guevara, Mark Henry atd.). Zápasy komentují Tazz, jeden z nejlepších wrestlerů přelomu 20. a 21. století, Jim Ross, nejznámější wrestlingový komentátor všech dob, a Tony Schiavone, známý hlavně pro komentování v WCW.

## Pořady
Společnost od svého vzniku vysílá týdenní show AEW Dynamite každý středeční večer. Od svého prvního vysílání v červnu 2019 do dubna 2021 byl Dynamite vysílán ve stejném čase jako konkurent NXT (jedna ze 3 brands WWE), jelikož však Dynamite dlouhodobě vítězil v počtu sledujících, tak se vysílání NXT přesunulo na úterý.
Dalším důležitým pořadem je AEW Collision.
Svou druhou televizní show spustilo AEW v srpnu roku 2021 s názvem AEW Rampage. Na rozdíl od vlajkové show Dynamite, AEW Rampage trvá pouze 1 hodinu. Rampage se vysílá každý páteční večer, hned po Smackdownu (nejúspěšnější brand WWE).
| Pořad                   | Doba trvání                    | Vysílací stanice | Poznámka                                                     |
| ----------------------- | ------------------------------ | ---------------- | ------------------------------------------------------------ |
| AEW Dynamite            | 2. října 2019–současnost       | TNT              | Vlajková show AEW                                            |
| AEW Rampage             | 13. srpna 2021–současnost      | TNT              | Druhá týdenní televizní show AEW                             |
| AEW Collision           | 17. července 2023–současnost   | TNT              | Další televizní pořad                                        |
| AEW Battle of the Belts | 8. ledna 2022–současnost       | TNT              | Televizní speciály                                           |
| AEW All Access          | 29. března 2023–současnost     | TBS              | Pořad o zákulisí show                                        |
| Online pořady           |                                |                  |                                                              |
| AEW Unrestricted        | 24. února 2020–současnost      | YouTube          | Pořad s rozhovory s wrestlery                                |
| HEY! (EW)               | 13. března 2022–současnost     | YouTube          | Rozhovory                                                    |
| AEW: Johnny Loves Taya! | 14. února 2024–současnost      | YouTube          | Reality show s manželskými páry wrestlerů                    |
| AEW Stories             | 25. července–současnost        | YouTube          | Rozhovory a pohled do zákulisí                               |
| AEW Timelines           | 1. srpna 2023–současnost       | YouTube          | Rekapitulace nejlepších momentů v zápasech                   |
| Bývalé pořady           |                                |                  |                                                              |
| AEW Dark                | 8. října 2019–25. dubna 2023   | YouTube          | Představuje zápasy, které se neodvysílali během AEW Dynamite |
| AEW Dark: Elevation     | 15. března 2021–24. dubna 2023 | YouTube          | Podobně jako Dark, nabízí zavedené a vycházející hvězdy AEW  |

## Historie
1. září 2018 uspořádali Cody Rhodes, Matt Jackson a Nick Jackson pay-per-view event s názvem All In. V samotné aréně bylo 11 263 diváků, jednalo se tedy o největší wrestlingový event (nepočítaje eventy od WWE a WCW) v USA od roku 1993. I díky tomuto úspěchu byl 1. ledna 2019 oznámen vznik AEW. Prvním eventem společnosti bylo pay-per-view Double or Nothing, které se konalo 25. května 2019. Došlo při něm k překvapivému debutu Jona Moxleyho.
AEW je financováno Shahidem Khanem a jeho synem Tony Khanem, který je i president celé společnosti. Zakládající wrestleré: Cody Rhodes, Matt a Nick Jackson či Kenny Omega, hrají ve společnosti také klíčovou roli výkonných viceprezidentů (Executive Vice President) a manželka Codyho Rhodese Brandi Rhodes plní ve společnosti roli Chief brand officera.
Společnost buduje nové wrestlery, ale také podepisuje wrestlery ze své konkurence, zejména WWE, kteří jsou již známý a v AEW budou mít lepší podmínky než ve větší korporaci, kterou je WWE.
V prosinci 2020 debutoval v AEW legendární wrestler Sting. Ke konci února 2021 byl oznámen příchod dalšího významného wrestlera, Paula Wighta, který působil nepřetržitě 22 let v WWE. Na rozdíl od Stinga, který působil především v WCW a TNA.
Se společností v srpnu 2021 také podepsal smlouvu wrestler CM Punk, který se tak vrátil k profesionálnímu wrestlingu po 7 letech. CM Punk byl jednou z hvězd WWE, avšak rozhodl se opustit tuto společnost kvůli nespokojenosti z probíháním programů WWE a zdravotních problémů, které doktoři WWE igonorovali.
Na pay-per-view eventu AEW All Out 2021 debutovali také dvě známá jména z WWE. Jedním z nich byl Adam Cole, mladý wrestler, který se rozhodl opustit WWE kvůli kreativní svobodě, kterou postrádal. Druhým wrestlerem bylo jedno z největších jmen wrestlingu minulé dekády, Bryan Danielson (neboli Daniel Bryan).
V červnu 2023 byla po letech vydána videohra AEW Fight Forever. Hra obdržela smíšené recenze, byla chválena za svůj návrat ke stylu arkádové hry, ale kritizována za omezenou prezentaci, režimy a přizpůsobení.
V srpnu 2023 se uskutečnila zatím největší akce společnosti All in konala se na stadionu Wembley. Na stadion dorazilo 72 265 diváků, stala se tak jednou z nejnavštěvovanějších wrestlingových akcí historie. Do povědomí diváků se ale zapsala sporem a rvačce CM Punka a Jacka Perryho. První jmenovaný byl následně propuštěn zatímco Perry byl poté suspendován. Téhož roku se CM Punk vrátil zpět do WWE.

## Šampióni
AEW prezentuje několik wrestlingových šampionátů (Wrestling Championships). Nejvíce prestižní je jejich AEW World Championship, který doprovází společnost od jejího založení v roce 2019 jako hlavní titul. Prvním AEW World Championem se stal Chris Jericho, jedno z nejznámějších jmen profesionálního wrestlingu v 21. století. Jako druhým šampionem se stal Jon Moxley (dříve Dean Ambrose), další známý wrestler WWE, který se rozhodl přestoupit do AEW.
AEW má také světový titul pro ženské wrestlerky AEW Women's World Championship a titul pro týmové zápasy tag-team AEW World Tag Team Championship. Od 5. ledna 2022 přidává TBS Championship.
Společnost představila svůj druhý mužský titul v roce 2020 - AEW TNT Championship, byl pojmenován podle televizní stanice TNT, která vysílá středeční Dynamite a páteční Rampage.
| Šampionát                       | Aktuální Šampióni/nky                                     | Datum výhry        |
| ------------------------------- | --------------------------------------------------------- | ------------------ |
| AEW World Championship          | Swerve Strickland                                         | 21. dubna 2024     |
| AEW TNT Championship            | Adam Copeland                                             | 20. března 2024    |
| AEW International Championship  | Roderick Strong                                           | 3. března 2024     |
| AEW Continental Championship    | Kazuchika Okada                                           | 20. března 2024    |
| FTW Championship                | Chris Jericho                                             | 21. dubna 2024     |
| Ženské šampionky                |                                                           |                    |
| AEW Women's World Championship  | "Timeless" Toni Storm                                     | 18. listopadu 2023 |
| AEW TBS Championship            | Willow Nightingale                                        | 21. dubna 2024     |
| Tag Team šampióni               |                                                           |                    |
| AEW World Tag Team Championship | The Young Bucks (Matthew Jackson a Nicholas Jackson)      | 21. dubna 2024     |
| AEW World Trios Championship    | Bullet Club Gold (Jay White, Austin Gunn, an Colten Gunn) | 21. dubna 2024     |